# Геленджикский маяк
Геленджикский маяк — маяк, расположенный на мысе Толстый Геленджикской бухты (Краснодарский край, Россия), на берегу Чёрного моря.

## История
Когда в 1880-х—1890-х годах началось обустройство Цемесской бухты маяками. В это же время на Толстом мысу начали строительство маячного комплекса, который обозначал вход в Геленджикскую бухту. Первоначально здесь был оборудован опознавательный знак, представляющий собой столб с керосиновым фонарём. Затем на смену ему пришла круглая маячная башня с электрическим оборудованием, которая сохранилась и поныне.
И только спустя почти 100 лет с момента основания маяка на мысе Толстом — в 1985 году — была построена современная башня маяка, представляющая собой многогранную красно-белую колонну высотой 50 метров. Свет маяка виден на расстоянии 21 морской мили.
Также в Геленджике находится Створный маяк Геленджика.